# Fiat Grandi Motori
Fiat Grandi Motori était une filiale du groupe italien Fiat Group pour la construction de moteurs diesel industriels de très forte puissance. Elle a été fondée en 1923 et a été intégrée dans la société mixte Grandi Motori Trieste en 1966.

## Fiat en général
Fiat est une société multinationale qui œuvre au niveau mondial dans des domaines très variés. Le groupe, détenu par la famille Agnelli à travers sa holding EXOR (fusion des ex groupes IFI et IFIL) a procédé en 2011 à la séparation des activités automobiles et industrielles avec la création de Fiat Industrial.
Pour connaitre toutes les participations Exor :

## Histoire de Fiat Grandi Motori
L'histoire de la société trouve son origine en 1884 lorsque la société Officine Meccaniche Michele Ansaldi (en) fut créée dans le quartier Barriera di Milano à Turin. Cette activité trouva un essor rapide avec la production de machines-outils avec un effectif de 300 salariés.
En mars 1905, sous la pression de la Banca Commerciale Italiana (souvent appelée Comit de nos jours), Michele Ansaldi et le sénateur Giovanni Agnelli créèrent la société FIAT-Ansaldi qui sera intégrée dans FIAT en 1906 tout comme la société "Officine Meccaniche Michele Ansaldi".
Durant cette même année 1905, via sa division FIAT Officine Meccaniche, F.I.A.T. créa un chantier naval dans le port de Muggiano, dans le golfe de La Spezia, sur la mer Tyrrhénienne, dénommé FIAT Muggiano.

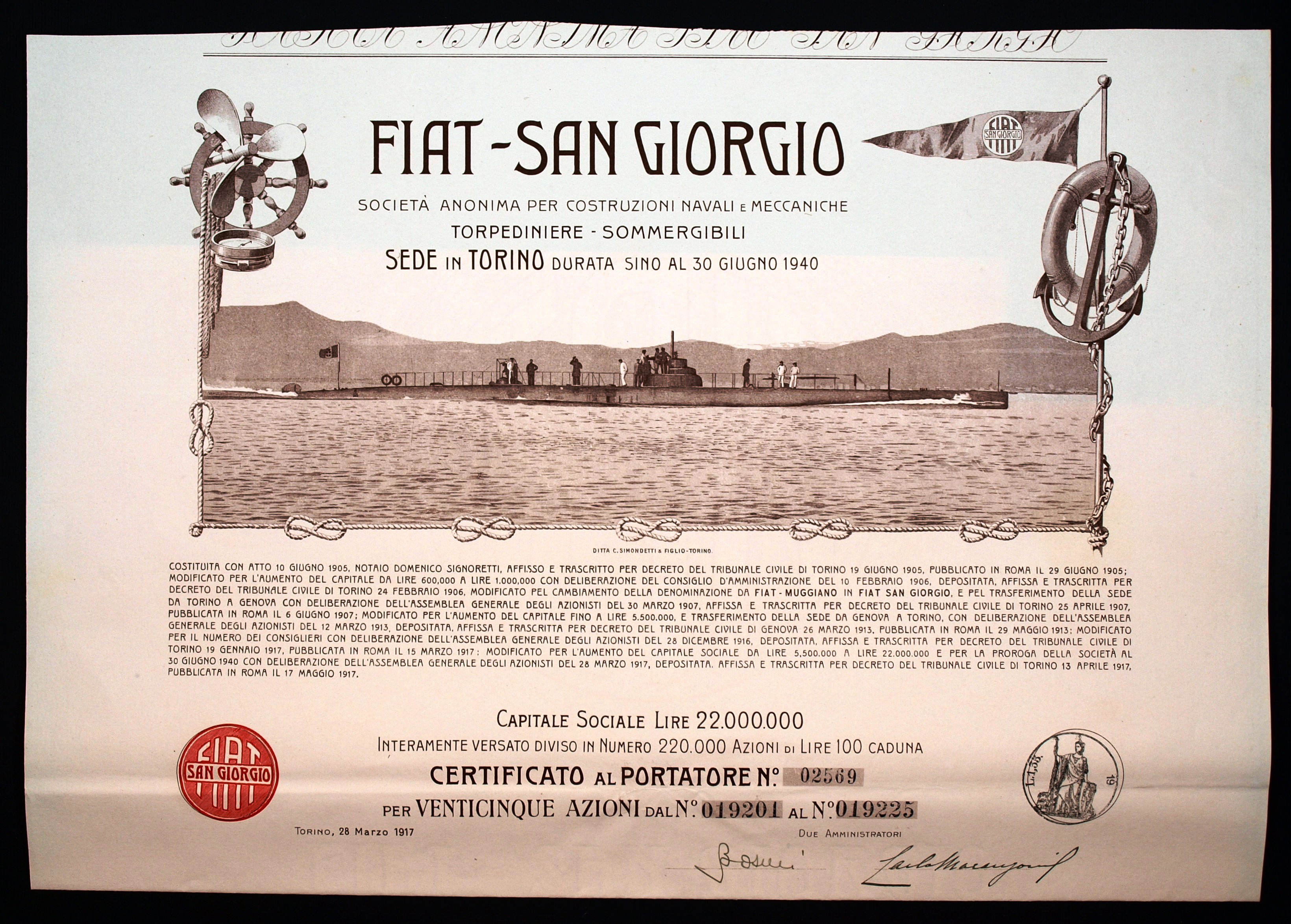
Action de la société FIAT-San Giorgio (28 mars 1917)

En 1907, les sociétés FIAT Muggiano et San Giorgio, une puissante société navale de Sestri Ponente, fusionnent pour créer FIAT-San Giorgio qui sera un des leaders mondiaux dans la production de sous-marins. En 1913, la société renommée Ansaldo San Giorgio rachète son concurrent Cantieri Navali Riuniti en 1913 pour accroître sa production. En 1918, au lendemain de la Première Guerre mondiale, le groupe Ansaldo, grand groupe industriel italien, à l'occasion d'une augmentation de capital, prend une participation minoritaire dans la société FIAT-San Giorgio dont l'effectif dépasse les 4.000 salariés. Peu de temps après, les commandes des marines des États se faisant rares, FIAT revend à Ansaldo le reste de ses participations dans FIAT-San Giorgio, qui sera renommée Ansaldo-San Giorgio, et dans FIAT Officine Meccaniche.
En 1923, à la suite de différents accords avec Ansaldo, FIAT rachète son ancienne société FIAT Officine Meccaniche, la renomme Fiat Grandi Motori et lui intègre son département grands moteurs diesel.
L'ancienne usine de Barriera di Milano est agrandie en 1928 pour atteindre une surface couverte de 37 000 mètres carrés. La production de moteurs est répartie par destination : industrie et générateurs terrestres, moteurs marins, moteurs ferroviaires, machines-outils, etc. En 1939, à la veille de la Seconde Guerre mondiale, la société comptait un effectif de 5 000 salariés qui travaillaient dans l'usine dont la surface avait été portée à 115 000 mètres carrés. Cette surface couverte gigantesque est sans doute la raison pour laquelle l'usine a été la cible privilégiées des bombardements américains durant les années 1940.
Dès la fin des hostilités, le site fut entièrement reconstruit et en 1950 Fiat dut encore agrandir le site qui arrivera à 182 000 mètres carrés couverts, occupera plus de 4 000 ouvriers travaillant sur 1 050 machines-outils modernes. La gamme de moteurs s'était agrandie avec les turbines et les réacteurs.
En octobre 1966, cette société sera transférée dans la nouvelle société créée avec l'IRI, Grandi Motori Trieste qui sera cédée en 1999 au groupe finlandais Wärtsilä Corporation. La société a été renommée Wärtsilä Italia (it). Elle reste le plus important constructeur de moteurs Diesel de fortes puissances du groupe. Son siège social et ses usines de production sont restées à Trieste.